# Coalition rouge-rouge
Pour un article plus général, voir Coalition en Allemagne.
Une coalition rouge-rouge (en allemand : Rot-Rote Koalition) est un type de coalition gouvernementale unissant en Allemagne le Parti social-démocrate d'Allemagne et le Parti du socialisme démocratique ou Die Linke, dont les couleurs sont le rouge.

## Historique
Après l'interdiction du Parti communiste d'Allemagne (KPD) en Allemagne de l'Ouest, aucune force politique à la gauche du Parti social-démocrate (SPD) n'émerge jusque dans les années 1980 et l'apparition des Verts. Avec la Réunification, le Parti du socialisme démocratique (PDS) — issu de l'ex-parti unique est-allemand Parti socialiste unifié d'Allemagne (SED) — s'impose lui aussi sur la gauche des sociaux-démocrates.
Dans les Länder de l'ancienne République démocratique allemande, se pose rapidement la question de forger des ententes entre le SPD et le PDS. Après une formule de soutien sans participation engagée en 1994 en Saxe-Anhalt, une véritable coalition est constituée en 1998 en Mecklembourg-Poméranie-Occidentale. Les coalitions rouge-rouge sont peu nombreuses et cantonnées aux Länder orientaux. En plus du Mecklembourg, seuls Berlin et le Brandebourg en font l'expérience. Avec l'atomisation du jeu politique, les alliances à deux sont de plus en plus difficiles à maintenir, et ces accords ne sont plus renouvelés à partir des années 2010.

### Modèle de Magdebourg
Dans le modèle de Magdebourg, du nom de la capitale de Saxe-Anhalt, le PDS/Die Linke apporte son soutien sans participation ou son abstention à un gouvernement minoritaire constitué ou conduit par le SPD. Cette formule a été appliquée avec succès de 1994 à 2002 en Saxe-Anhalt, de 2001 à 2002 à Berlin, et de 2010 à 2012 en Rhénanie-du-Nord-Westphalie.

## Au niveau des Länder

### Mecklembourg-Poméranie-Occidentale
| Députés | Dates                                                  | Ministre-président | Ministre-président | Ministre-président | Cabinet      |
| ------- | ------------------------------------------------------ | ------------------ | ------------------ | ------------------ | ------------ |
| 47 / 71 | 3 novembre 1998 – 6 novembre 2002 (4 ans et 3 jours)   |                    | Harald Ringstorff  | SPD                | Ringstorff I |
| 41 / 71 | 6 novembre 2002 – 7 novembre 2006 (4 ans et 1 jour)    | Ringstorff II      | Harald Ringstorff  | SPD                |              |
|         |                                                        |                    |                    |                    |              |
| 43 / 79 | depuis le 15 novembre 2021 (3 ans, 3 mois et 21 jours) |                    | Manuela Schwesig   | SPD                | Schwesig II  |

### Berlin
| Députés  | Dates                                                          | Bourgmestre-gouverneur | Bourgmestre-gouverneur | Bourgmestre-gouverneur | Sénat       |
| -------- | -------------------------------------------------------------- | ---------------------- | ---------------------- | ---------------------- | ----------- |
| 77 / 141 | 17 janvier 2002 – 23 novembre 2006 (4 ans, 10 mois et 6 jours) |                        | Klaus Wowereit         | SPD                    | Wowereit II |
| 92 / 160 | 23 novembre 2006 – 24 novembre 2011 (5 ans et 1 jour)          | Wowereit III           | Klaus Wowereit         | SPD                    |             |

### Brandebourg
| Députés | Dates                                                      | Ministre-président | Ministre-président | Ministre-président | Cabinet      |
| ------- | ---------------------------------------------------------- | ------------------ | ------------------ | ------------------ | ------------ |
| 57 / 88 | 6 novembre 2009 – 28 août 2013 (3 ans, 9 mois et 22 jours) |                    | Matthias Platzeck  | SPD                | Platzeck III |
| 57 / 88 | 28 août 2013 – 5 novembre 2014 (1 an, 2 mois et 8 jours)   |                    | Dietmar Woidke     | SPD                | Woidke I     |
| 47 / 88 | 5 novembre 2014 – 20 novembre 2019 (5 ans et 15 jours)     | Woidke II          | Dietmar Woidke     | SPD                |              |